# Parafia Matki Bożej Nieustającej Pomocy w Uralsku
Rzymskokatolicka parafia Najświętszej Maryi Panny Nieustającej Pomocy w Uralsku – rzymskokatolicka parafia w Uralsku (obwód zachodniokazachstański) w Kazachstanie. Wchodząca w skład Administratury Apostolskiej Atyrau.

## Historia
Początki obecności kościoła katolickiego w Uralsku związane są z ofiarami caratu rosyjskiego – zesłańcami, uchodźcami i przesiedleńcami (głównie Polakami, Litwinami i Niemcami). Istnieją przesłanki potwierdzające funkcjonowanie w Uralsku w latach od 1906 do 1918 kościoła rzymskokatolickiego. Po wkroczeniu do Uralska części Armii Czerwonej w 1919, nabożeństwa w kościele katolickim przestały być sprawowane, a przypuszczalnie w 1934 kościół został zburzony i już nigdy go nie odbudowano.

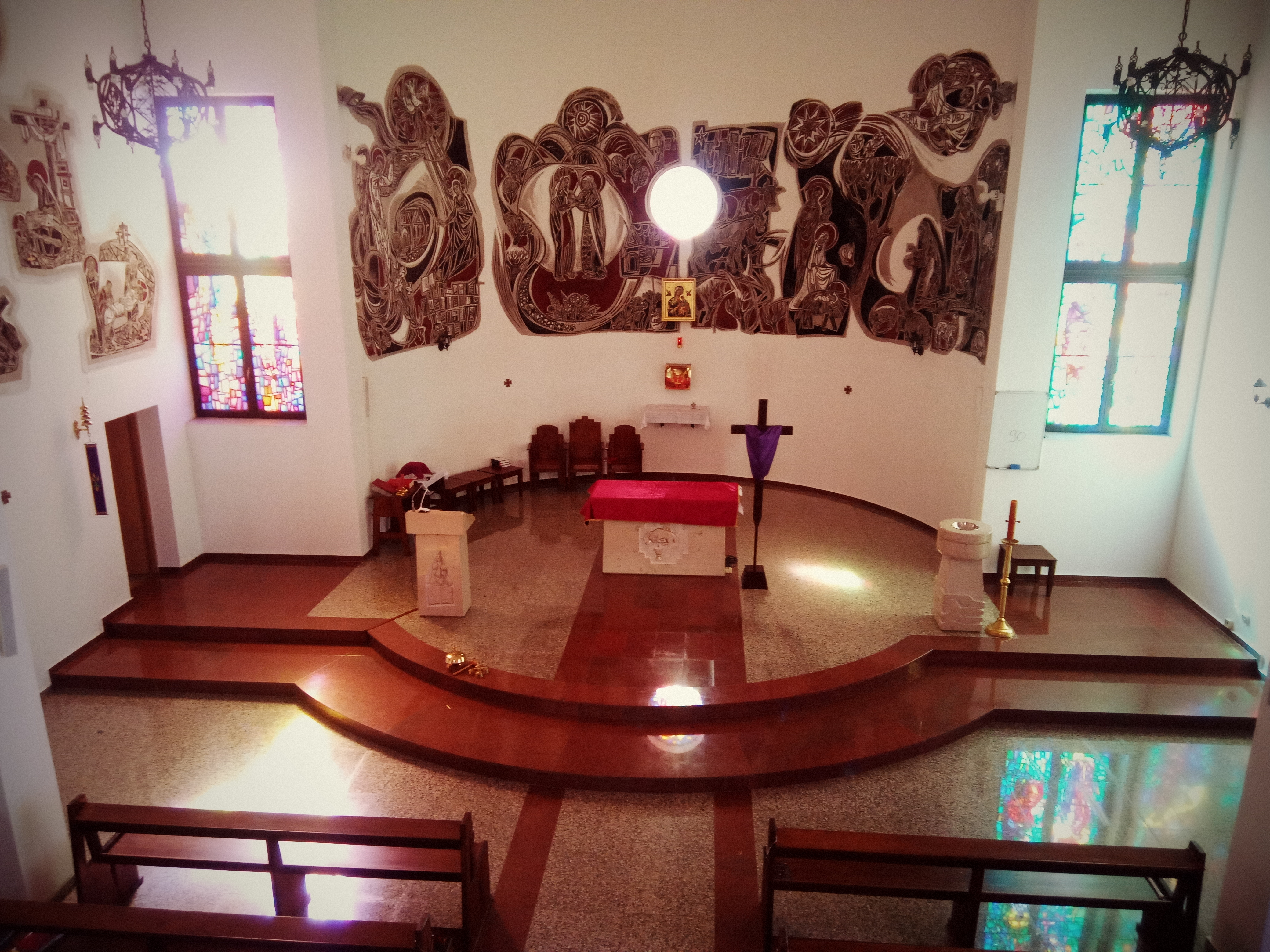
Wnętrze kościoła - widok na prezbiterium z chóru

Starania o powstanie w Uralsku parafii podjęto ponownie w 2003. Wtedy to przyjechali o. Zbigniew Kotliński i o. Bernard Zieliński ze Zgromadzenia Ojców Redemptorystów. 25 marca 2003 powstała rzymskokatolicka parafia pw. Matki Bożej Nieustającej Pomocy, którą 27 maja 2003 oficjalnie zarejestrowano w miejscowym sądzie. Zakupiono też mieszkanie w bloku dla księży, a następnie rozpoczęto starania o budowę świątyni. 1 maja 2004 Urząd Miejski w Uralsku oddał w dzierżawę ziemię pod budowę kościoła. Projekt budynku został opracowany bezpłatnie przez panią Elżbietę Langer z Bochni. Budowa świątyni i centrum duszpasterskiego ruszyła w sierpniu 2004, a ukończona została w sierpniu 2008.
W 2005 ojców redemptorystów zastąpili księża diecezjalni. 3 maja 2005 na stanowisku proboszcza parafii o. Zbigniewa Kotlińskiego zastąpił ks. Jan Trela. 13 lipca 2008 do pracy w parafii przyjechało troje Słowaków: ks. Peter Sakmár oraz dwoje świeckich wolontariuszy.
24 sierpnia 2008 odbyło się uroczyste otwarcie świątyni. Uroczystą Mszę odprawił abp Miguel Maury Buendía, ówczesny nuncjusz apostolski w Kazachstanie.
Funkcję administratora parafii po ks. Janie Treli przejął 1 czerwca 2009 ks. Janusz Potok, który wcześniej posługiwał w jako proboszcz w parafii Świętej Rodziny w Chromtau.
22 października 2016 odbyła się konsekracja świątyni, której dokonał bp Štefan Sečka, ordynariusz diecezji spiskiej na Słowacji.
Następnie w tej parafii posługiwał m.in. ks. Cezary Paciej.
Od września 2018 proboszczem został ks. Łukasz Niemiec, który wcześniej posługiwał w jako proboszcz w parafii Miłosierdzia Bożego w Kulsarach. Kilka dni później z Polski przybył na kilkumiesięczną praktykę diakon z diecezji kieleckiej oraz rozpoczął pracę duszpasterską ksiądz z archidiecezji białostockiej. Od października 2018 do 16 marca 2020 wikariuszem w tej parafii był ks. Wojciech Szubzda, późniejszy proboszcz w parafii Miłosierdzia Bożego w Kulsarach, którego następcą jest Ks. Patrick Napal CJD. Od 16 czerwca 2019 roku w parafii mieszkał ks. Cezary Paciej. Był od do stycznia 2021 odpowiedzialny za tworzenie parafii w Aksaj, a następnie udał się do Atyrau, aby pomagać w rozwijaniu działalności Administratury Apostolskiej Atyrau. od 16 marca 2020 w parafii był wikariuszem Ks. Milan Patrick Napal CJD, który od jesieni 2021 został przeniesiony do, nowo utworzonej, parafii w Aksaj.
Od 27 września 2009 do 1 maja 2024 na terenie parafii swój dom miały Elżbietanki. od 11 kwietnia 2021 do 1 lipca 2024 wikariuszem w parafii był Ks. Ruslan Mursaitov. Od 28 marca 2022 w parafii posługuje Millanas Felipe Jr. Membreve, który w roku akademickim 2023/24 przebywał w seminarium duchownym w Karagandzie.

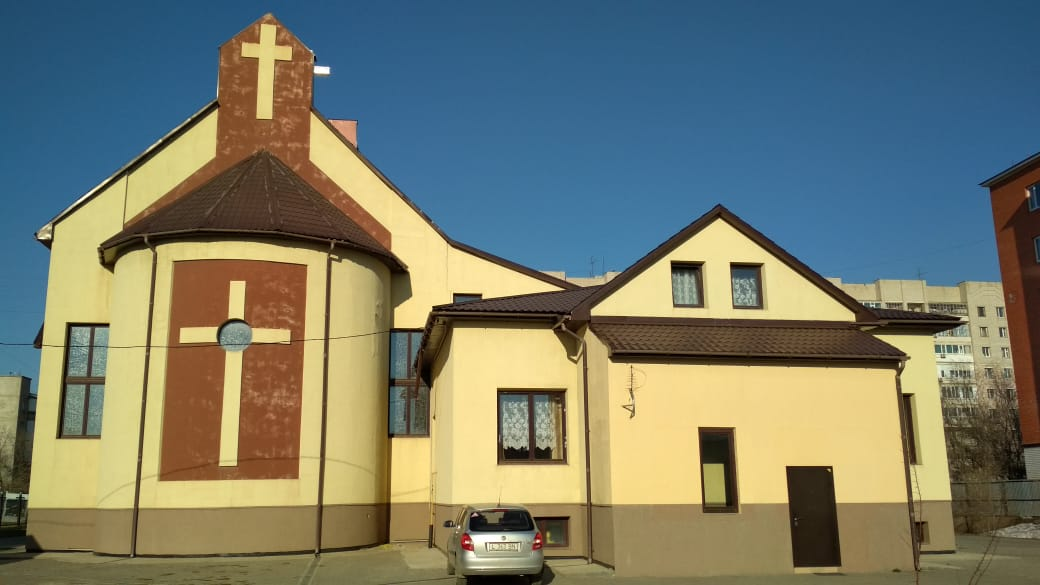
Uralsk kościół parafialny i zaplecze duszpasterskie, widok z tyłu

## Duchowieństwo
- Ks. Łukasz Niemiec[15] – proboszcz od września 2018, pełniący także funkcję wikariusza generalnego administratury apostolskiej Atyrau od 6 stycznia 2015 do stycznia 2021 oraz od końca 2021 roku - na nowo został zamianowany.